# Torneo dei candidati 1953

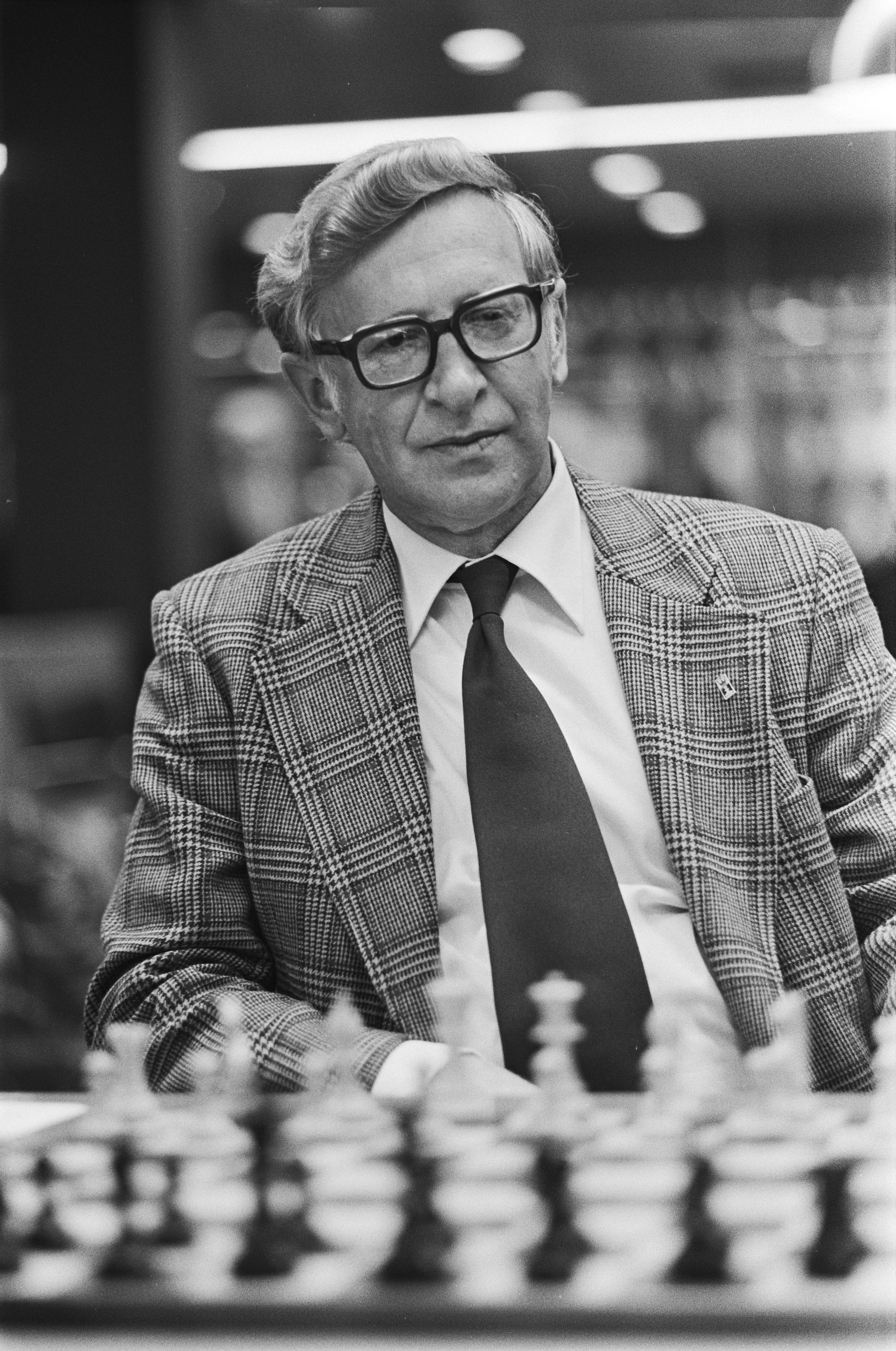
Vassily Smyslov, vincitore del torneo.

Il torneo dei candidati 1953  è stato un torneo di scacchi organizzato dalla FIDE, che si è disputato a Zurigo e a Neuhausen am Rheinfall dal 29 agosto al 24 ottobre del 1953. Il vincitore del torneo, avrebbe sfidato Mikhail Botvinnik per il titolo mondiale.
L'ammissione al torneo era stata così acquisita: David Bronštejn come perdente del campionato del mondo del 1951; giocatori che si erano classificati tra i primi otto del torneo interzonale di Saltsjöbaden del 1952; giocatori che si erano classificati dal 2º al 5º posto nel torneo dei candidati di Budapest 1950 (vinto da Bronstein); Max Euwe e Samuel Reshevsky per aver partecipato al campionato del mondo del 1948.
I primi otto turni si svolsero a Neuhausen am Rheinfall, i rimanenti venti turni a Zurigo. Il direttore di gara era Karel Opočenský.
Vasilij Smyslov vinse il torneo con due punti di distacco, acquisendo il diritto di sfidare Michail Botvinnik nel campionato del mondo del 1954.
Successivamente Bronštejn scrisse un libro con la raccolta delle partite commentate del torneo, considerato uno dei migliori libri di tutta la letteratura scacchistica.

## Tabella del torneo
| #  | Nome                     | 1 | 1 | 2 | 2 | 3 | 3 | 4 | 4 | 5 | 5 | 6 | 6 | 7 | 7 | 8 | 8 | 9 | 9 | 10 | 10 | 11 | 11 | 12 | 12 | 13 | 13 | 14 | 14 | 15 | 15 | Totale |
| -- | ------------------------ | - | - | - | - | - | - | - | - | - | - | - | - | - | - | - | - | - | - | -- | -- | -- | -- | -- | -- | -- | -- | -- | -- | -- | -- | ------ |
| 1  | Vasilij Smyslov (URS)    | * | * | ½ | ½ | 1 | 1 | ½ | 1 | ½ | ½ | 1 | 1 | ½ | ½ | ½ | 0 | ½ | ½ | ½  | ½  | ½  | ½  | ½  | ½  | 1  | ½  | 1  | 1  | 1  | ½  | 18     |
| 2  | David Bronštejn (URS)    | ½ | ½ | * | * | 1 | ½ | 1 | 1 | ½ | ½ | ½ | 0 | ½ | ½ | ½ | ½ | 1 | ½ | ½  | ½  | ½  | ½  | 0  | 1  | 1  | ½  | ½  | ½  | ½  | ½  | 16     |
| 3  | Paul Keres (URS)         | 0 | 0 | 0 | ½ | * | * | ½ | ½ | ½ | 1 | ½ | 1 | ½ | ½ | ½ | ½ | ½ | ½ | 0  | ½  | 1  | 1  | 1  | ½  | ½  | 1  | ½  | ½  | 1  | 1  | 16     |
| 4  | Samuel Reshevsky (USA)   | ½ | 0 | 0 | 0 | ½ | ½ | * | * | ½ | ½ | ½ | ½ | ½ | ½ | 1 | 0 | ½ | ½ | ½  | 1  | ½  | 1  | 1  | ½  | ½  | 1  | 1  | 1  | 1  | ½  | 16     |
| 5  | Tigran Petrosjan (URS)   | ½ | ½ | ½ | ½ | ½ | 0 | ½ | ½ | * | * | ½ | ½ | 0 | ½ | ½ | ½ | 0 | 0 | ½  | ½  | ½  | ½  | 1  | 1  | ½  | 1  | 1  | ½  | 1  | 1  | 15     |
| 6  | Efim Geller (URS)        | 0 | 0 | ½ | 1 | ½ | 0 | ½ | ½ | ½ | ½ | * | * | 1 | 1 | ½ | 0 | 0 | 1 | ½  | ½  | 0  | 1  | 1  | ½  | ½  | 1  | 0  | 1  | ½  | ½  | 14½    |
| 7  | Miguel Najdorf (ARG)     | ½ | ½ | ½ | ½ | ½ | ½ | ½ | ½ | 1 | ½ | 0 | 0 | * | * | 1 | ½ | 1 | ½ | ½  | 0  | ½  | ½  | ½  | ½  | ½  | ½  | 0  | ½  | 1  | 1  | 14½    |
| 8  | Aleksandr Kotov (URS)    | ½ | 1 | ½ | ½ | ½ | ½ | 0 | 1 | ½ | ½ | ½ | 1 | 0 | ½ | * | * | 1 | 0 | 1  | ½  | 0  | 0  | 1  | 0  | 1  | ½  | 0  | ½  | 0  | 1  | 14     |
| 9  | Mark Tajmanov (URS)      | ½ | ½ | 0 | ½ | ½ | ½ | ½ | ½ | 1 | 1 | 1 | 0 | 0 | ½ | 0 | 1 | * | * | 1  | 0  | ½  | ½  | ½  | ½  | ½  | 0  | 0  | ½  | 1  | 1  | 14     |
| 10 | Jurij Averbach (URS)     | ½ | ½ | ½ | ½ | 1 | ½ | ½ | 0 | ½ | ½ | ½ | ½ | ½ | 1 | 0 | ½ | 0 | 1 | *  | *  | ½  | ½  | ½  | ½  | 0  | ½  | 1  | 1  | 0  | 0  | 13½    |
| 11 | Isaak Boleslavskij (URS) | ½ | ½ | ½ | ½ | 0 | 0 | ½ | 0 | ½ | ½ | 1 | 0 | ½ | ½ | 1 | 1 | ½ | ½ | ½  | ½  | *  | *  | ½  | 0  | ½  | ½  | ½  | 1  | ½  | ½  | 13½    |
| 12 | László Szabó (HUN)       | ½ | ½ | 1 | 0 | 0 | ½ | 0 | ½ | 0 | 0 | 0 | ½ | ½ | ½ | 0 | 1 | ½ | ½ | ½  | ½  | ½  | 1  | *  | *  | 1  | ½  | ½  | ½  | 1  | ½  | 13     |
| 13 | Svetozar Gligorić (YUG)  | 0 | ½ | 0 | ½ | ½ | 0 | ½ | 0 | ½ | 0 | ½ | 0 | ½ | ½ | 0 | ½ | ½ | 1 | 1  | ½  | ½  | ½  | 0  | ½  | *  | *  | ½  | 1  | 1  | 1  | 12½    |
| 14 | Max Euwe (NLD)           | 0 | 0 | ½ | ½ | ½ | ½ | 0 | 0 | 0 | ½ | 1 | 0 | 1 | ½ | 1 | ½ | 1 | ½ | 0  | 0  | ½  | 0  | ½  | ½  | ½  | 0  | *  | *  | 1  | ½  | 11½    |
| 15 | Gideon Ståhlberg (SWE)   | 0 | ½ | ½ | ½ | 0 | 0 | 0 | ½ | 0 | 0 | ½ | ½ | 0 | 0 | 1 | 0 | 0 | 0 | 1  | 1  | ½  | ½  | 0  | ½  | 0  | 0  | 0  | ½  | *  | *  | 8      |